# Un billet de loterie
Obs:. Se procura pelo episódio perdido do seriado Chaves, procure por O Bilhete de Loteria
Un billet de loterie (pt: Um Bilhete de Lotaria / br: Um Bilhete de Loteria) é um romance de autoria do escritor francês Júlio Verne, publicado em 1886.

## Enredo
A acção decorre nas paisagens da Noruega, onde ainda predominava a beleza natural. Um rapaz pescador na iminência do naufrágio do seu barco escreve um carta a sua noiva, nas costas de um bilhete de lotaria de número 9672. Então, o rapaz atirou o bilhete ao mar, dentro de uma garrafa. Após várias peripécias, este bilhete que se acredita é o premiado, vai cair nas mãos de um ganancioso usurário. Mas o mar desempenhará o papel de mensageiro de justiça e felicidade.